# Чалфонт-Сент-Питер
Чалфонт-Сент-Питер (англ. Chalfont St Peter) — деревня и община в районе Чилтерн на юго-востоке Бакингемшира, Англия. Наряду с Сент-Джайлс и Литтл-Чалфонт, входит в группу деревень под общим названием Чалфонты. Является одной из самых больших деревень в Великобритании с населением почти 13000 жителей.
В Англосаксонской хронике в 949 году все три деревни были объединены общим названием Седелиз-Фонтан. Разделение на отдельные населенные пункты произошло в 1237 году, с появлением приходской церкви в Чалфонт-Сент-Питер.